# Zolang het duurt
Zolang het duurt (Engelse titel: And All the Stars a Stage) is een sciencefictionroman uit 1971 van de Amerikaanse schrijver James Blish.

## Synopsis
Het verhaal speelt zich af het verre verleden. Bewoners van een planeet in een ver planetenstelsel moeten op de vlucht; hun zon staat op het punt over te gaan in het stadium van supernova. De evacuatie moet in dermate korte termijn geregeld worden, dat er allerlei problemen ontstaan. Met name de keus, wie mag wel mee en wie niet is heikel. Daartoe wordt de tot dan toe ongeschoolde en werkloze John Birn aangenomen. Zoals te verwachten komt hij er niet geheel uit en degenen die niet mee mogen proberen te voorkomen, dat degenen die wel weg mogen gebruik kunnen maken van een aantal in aanbouw zijnde sterrenschepen. Via list en bedrog weet een relatief klein aantal mensen met een serie deels voltooide sterrenschepen op reis te gaan. Ze gaan op zoek naar een andere voor hun leefbare planeet, waarop ze zich kunnen vestigen zonder de plaatselijke bevolking te beschadigen. De sterrenschepen, die sneller gaan dan de lichtsnelheid, verplaatsen zich als een uitgroeiende bol in de Melkweg. Contact met de thuiswereld en de andere ruimtevaartuigen wordt steeds moeilijker. De soort wordt verder uitgedund door ongelukken in de ruimte dan wel muiterij aan boord van sommige schepen. Andere schepen bleken door tijdsdruk toch niet zo goed in elkaar gezet te zijn, als op papier leek. Het moederschip Javelin bleek toch nog het best te functioneren. Ook daar speelt zich het een en ander af, maar de leider van de expeditie ziet tijdig in dat verregaande maatregelen noodzakelijk zijn om de soort mens in stand te houden. De reis ging eerst richting centrum heelal, maar de ervaringen bleken negatief. Hoe dichter naar het centrum ze kwamen, hoe groter de kans werd dat men op intelligent leven stuitte. Als uiteindelijk gekozen wordt zich meer richting de periferie te begeven, stuiten Birn en consorten op een onooglijke planeet met een kleine dwergplaneet eromheen cirkelend. De hoeveelheid licht en warmte, die de bijbehorende zon afgeeft aan haar tien planeten is net voldoende om de mens te laten overleven. De vraag rijst of er nog voldoende soortgenoten zijn het ras te laten overleven. Die zon zal nog ongeveer 4 miljard jaar schijnen voordat het probleem zich herhaalt.
In 1086 ziet een Chinese wijsgeer een ster in het sterrenbeeld Taurus oplichten….